# هوش مصنوعی خودکار
هوش مصنوعی خودکار (هوش مصنوعی خودکار) یک شاخه از یادگیری ماشین خودکار (یادگیری ماشین خودکار) است. این تکنولوژی از خودکار کردن ساخت مدل شروع و به خودکار کردن چرخه کامل مدل یادگیری ماشین منتهی می‌شود. به صورت هوشمند این تکنولوژی وظایف ساخت مدل‌های پیش‌بینی گر یادگیری ماشین را با فراهم نمودن داده‌های آموزشی برای آموزش مدل، شناسایی بهترین نمونه مدل برای داده‌های داده شده و سپس انتخاب ویژگی/ستون‌های داده را که بهترین پشتیبانی برای مدل را دارند خودکار می‌کند. در انتها به صورت خودکار گزینه‌های تنظیم مختلفی را برای رسیدن به بهترین نتایج آزمایش و بر اساس پایپلاین مدل‌های بدست آمده آن‌ها را رتبه‌بندی می‌کند. بهترین پایپ لاین‌های اجرا شده می‌توانند برای پردازش بر روی داده‌های جدید به کار گرفته شوند و پیش‌بینی‌هایی بر پایه آموزش مدل ارائه دهند هوش مصنوعی خودکار همچنین می‌تواند برای اطمینان از اینکه مدل سوگیری ذاتی ندارد و خودکار کردن وظایف برای بهبود مستمر مدل استفاده می‌شود. مدیریت یک مدل هوش مصنوعی خودکار نیازمند نظارت و به‌روزرسانی مکرر است که توسط فرآیندی به نام عملیات مدل یا ModelOps مدیریت می‌شود.
تیم یادگیری خودکار ماشین و علم داده (AMLDS), تیمی کوچک در مرکز تحقیقات IBM بود که با هدف «استفاده از تکنیک‌های هوش مصنوعی (AI)، یادگیری ماشین (ML) و مدیریت داده‌ها برای سرعت بخشی و بهینه‌ساختن ایجاد جریان‌های کاری یادگیری ماشین و علوم داده» ایجاد شد و با پیشرفت توسعه هوش مصنوعی خودکار شناخته می‌شود.

## موارد استفاده
یک مورد معمول استفاده از هوش مصنوعی خودکار آموزش مدلی برای پیش‌بینی نحوه واکنش مشتریان به رویکرد فروش شرکت باشد. این مدل ابتدا با داده‌های واقعی در مورد چگونگی پاسخ مشتریان به تبلیغات آموزش داده شد. با داده‌های جدید ارائه شده، این مدل می‌تواند نحوه پاسخ یک مشتری را پیش‌بینی کند و دقت آن را می‌توان با استفاده از معیارهای آماری بدست آورد. یادگیری ماشین خودکار معمولاً یک پلتفرم یا کتابخانه منبع باز است که هر مرحله از فرایند یادگیری ماشین را ساده می‌کند، از مدیریت یک مجموعه داده خام تا استقرار یک مدل یادگیری ماشین عملی. قبل از ایجاد یادگیری ماشین خودکار، دانشمندان علوم داده باید مدل‌های پیش‌بینی را دستی می‌ساختند، ترکیب‌های مختلفی از الگوریتم‌ها را آزمایش و سپس پیش‌بینی‌ها را با نتایج واقعی مقایسه می‌کردند که این کار به صرف زمان و هزینه بالا نیاز داشت و همچنین امکان خطا در آن بود. همان‌طور که نیاز به اتوماسیون با پیشرفت مدل‌های یادگیری ماشین حس می‌شد، یادگیری ماشین خودکار برخی از فرایند آماده‌سازی داده‌ها برای آموزش را خودکار نمود و الگوریتم‌هایی را برای پردازش داده‌ها به کار گرفت و در نهایت نتایج را بهبود بخشید. هوش مصنوعی خودکار اتوماسیون هوشمند بزرگتری ارائه می‌دهد که امکان آزمایش ترکیب‌های بسیار بیشتری از عوامل را برای تولید پایپ لاین‌های مدل کاندید را فراهم می‌کند، این مدل‌ها با دقت بیشتری مسئله در حال حل را منعکس و مورد توجه قرار می‌دهد. پس از ساخت، یک مدل می‌تواند برای سوگیری آزمایش و برای بهبود عملکردش به روز رسانی شود.

## فرایند هوش مصنوعی خودکار
کاربر با فراهم کردن مجموعه ای از داده‌های آموزشی و شناسایی ستون پیش‌بینی فرایند را آغاز نموده و مسئله را برای حل تنظیم می‌کند. برای مثال، ستون پیش‌بینی ممکن است حاوی مقادیر مانند بله یا خیر در پاسخ به یک پرسش باشد. در مرحله پیش پردازش داده‌ها، هوش مصنوعی خودکار الگوریتم‌ها یا تخمین‌گرهای بسیاری را برای تجزیه و تحلیل و پاکسازی (برای مثال حذف اطلاعات افزوده یا جایگزینی داده‌های گمشده) و آماده‌سازی داده‌های خام ساختاریافته برای یادگیری ماشین (ML) اعمال می‌نماید.
مورد بعدی انتخاب خودکار مدل است که داده‌ها را با بهترین نوع مدلی که با آن تناسب دارد مطابقت دهد، برای نمونه از الگوریتم‌های طبقه‌بندی استفاده کند یا رگرسیون. به عنوان مثال، اگر تنها دو نوع داده در یک ستون پیش‌بینی وجود داشته باشد، هوش مصنوعی خودکار یک مدل طبقه‌بندی باینری مانند رگرسون لوژستیک ایجاد می‌کند. اگر مجموعه ای ناشناخته از پاسخ‌های ممکن وجود داشته باشد، هوش مصنوعی خودکار یک مدل رگرسیون خطی یا غیرخطی را ایجاد می‌کند که مجموعه متفاوتی از الگوریتم‌ها را به کار می‌گیرد یا از تبدیل‌های حل مسئله استفاده می‌کند. هوش مصنوعی خودکار پس از آزمایش الگوریتم‌های کاندید با زیرمجموعه‌های کوچک از داده‌ها رتبه‌بندی می‌شود و اندازه زیرمجموعه را به تدریج برای الگوریتم‌هایی که امیدوارکننده‌ترین آنها برای رسیدن به بهترین تطابق است افزایش می‌دهند. این فرایند یادگیری ماشینی تکرارشونده و افزایشی همان چیزی است که هوش مصنوعی خودکار را از نسخه‌های قبلی یادگیری ماشین خودکار متمایز می‌کند.
مهندسی ویژگی، داده‌های خام را به ترکیبی تبدیل می‌کند که باعث می‌شود مسئله به بهترین دقت در پیش‌بینی برسد. بخشی از این فرایند ارزیابی این است که چگونه داده‌های آموزشی می‌توانند به بهترین شکل از پیش‌بینی دقیق پشتیبانی کنند. با استفاده از الگوریتم‌ها، به برخی از داده‌ها که مهم‌تر از سایرین هستند وزن بیشتری اختصاص می‌دهد تا به نتیجه مطلوب برسد. هوش مصنوعی خودکار ساخت ویژگی‌ها را به شیوه‌ای ساختاریافته خودکار می‌کند، و به تدریج دقت مدل را با استفاده از یادگیری تقویتی حداکثر کند. این نتیجه از دانشی بهینه شده از اطلاعات و تبدیل داده‌ها است که با بهترین الگوریتم‌های انتخاب مدل مطابقت دارد.
در نهایت، هوش مصنوعی خودکار مرحله بهینه‌سازی ابرپارامتر را برای اصلاح و پیشرفت پایپ لاین‌های مدلی با بهترین عملکرد به کار می‌گیرد. پایپ لاین‌ها مدل‌های کاندیدی هستند که با معیارهایی مانند درستی و دقت، ارزیابی و رتبه‌بندی می‌شوند. در پایان فرایند، کاربر می‌تواند پایپ لاین‌ها را بررسی کند و هر کدام مناسب بود انتخاب کند تا پیش‌بینی بر روی داده‌های جدید را ارائه دهد.

## تاریخچه
در آگوست ۲۰۱۷، گروه ارئه دهنده هوش مصنوعی خودکار(AMLDS) اعلام کرد که در حال تحقیق در مورد استفاده از مهندسی ویژگی خودکار برای حذف حدس و گمان در علم داده‌است. اعضای گروه شامل: Udayan Khurana, Horst Samulowitz, Gregory Bramble, Deepak Toraga و Peter Kirchner به همراه فاطمه نرگسیان از دانشگاه تورنتو و الیاس خلیل از جورجیا تک تحقیقات اولیه خود را در IJCAI در همان سال در این باره ارائه نمودند.
روش آن‌ها که «مهندسی ویژگی مبتنی بر یادگیری» نام داشت، همبستگی‌های بین توزیع‌های ویژگی، توزیع هدف و تبدیل‌ها را یادگرفت و مدل‌هایی ساخت که از مشاهدات گذشته برای پیش‌بینی تحولات با دوام آینده استفاده می‌کردند. و هزاران مجموعه داده را در حوزه‌های مختلف تعمیم داد. برای پرداختن به بردارهای ویژگی با اندازه‌های مختلف، از رشته چارک کشیده شده برای به تصویر کشیدن ماهیت اصلی یک ویژگی استفاده کرد.
در سال ۲۰۱۸، پژوهشگاه IBM سرویس یادگیری عمیق را معرفی کرد که کتابخانه‌های معروف یادگیری عمیق مانند Caffe, Torch و TensorFlow را برای توسعه‌دهندگان در فضای ابری باز کرد. AMLDS به کار خود ادامه داد و از آن در یک مسابقه معروف Kaggle استفاده کرد. مدل این گروه جزو ده درصد برتر بود. دکتر Jean-Francois Puget، مهندس برجسته متخصص یادگیری ماشین (ML) و بهینه‌سازی در IBM، وارد رقابت شد. او متوجه شد و تصمیم گرفت IBM AI و پلتفرم‌های علم داده مانند IBM Watson را گشترش دهد. در دسامبر ۲۰۱۸، پژوهشگاه IBM مدل NeuNetS را معرفی نمود که دارای یک قابلیت جدید بود که سنتز مدل شبکه عصبی را به‌عنوان بخشی از توسعه و استقرار مدل خودکار هوش مصنوعی، خودکار می‌کند. الگوریتم‌های NeuNetS برای ایجاد مدل‌های شبکه عصبی جدید بدون استفاده مجدد از مدل‌های از پیش آموزش دیده طراحی شده‌اند. این به ما امکان می‌دهد فضای وسیعی از پیکربندی‌های معماری شبکه را بررسی کنیم و در عین حال مدل را برای مجموعه داده خاص ارائه شده توسط کاربر تنظیم کنیم.
در «چارچوبی مبتنی بر ADMM برای پیکربندی پایپ لاین یادگیری ماشین خودکار»، یک مقاله تحقیقاتی AAAI 2020، نویسندگان Sijia Liu, Parikshit Ram, Djallel Bouneffouf, Deepak Vijaykeerthy, Gregory Bramble, Horst Samulowitz, Dakuo Wang, Andrew R Conn روشی را پیشنهاد کردند. برای یادگیری ماشین خودکار که از روش جهت متناوب ضرب‌کننده‌ها (ADMM) برای پیکربندی چندین مرحله پایپ لاین ML، مانند تبدیل‌ها، مهندسی ویژگی و انتخاب مدل، و مدل‌سازی پیش‌بینی‌گرها استفاده می‌کند. این اولین بار بود که پژوهشگاه IBM به‌طور رسمی اصطلاح خودکار را برای یادگیری ماشینی به کار گرفت.

## هوش مصنوعی خودکار: تکامل یادگیری ماشین خودکار
سال ۲۰۱۹ سالی بود که یادگیری ماشین خودکار به عنوان یک مفهوم بیشتر مورد بحث قرار گرفت. Forrester New Wave™: Automation-Focused Machine Learning Solutions, Q2 2019، راه حل‌های یادگیری ماشین خودکار را ارزیابی کرد و دریافت که نسخه‌های قدرتمندتری برای مهندسی ویژگی ارائه می‌دهند. یک گزارش مشاوره حرفه ای فنی گارتنر از اوت ۲۰۱۹ گزارش داد که بر اساس تحقیقات آن‌ها، یادگیری ماشین خودکار می‌تواند علم داده و یادگیری ماشین را وسعت ببخشد و باعث تقویت آن دو شود. آنها یادگیری ماشین خودکار را به عنوان مجموعه ای شامل اتوماسیون آماده‌سازی داده‌ها، مهندسی ویژگی‌ها و وظایف مهندسی مدل توصیف کردند. این مجموعه به مرور همه ابعاد چرخه مدل‌سازی را در بر می‌گیرد
هوش مصنوعی خودکار تکامل یادگیری ماشین خودکار است. یکی از مخترعان اصلی هوش مصنوعی خودکار، دکتر Jean-Francois Puget، آن را مجموعه ای اعمال شامل از آماده‌سازی داده‌ها، مهندسی ویژگی‌ها، انتخاب الگوریتم یادگیری ماشین و بهینه‌سازی ابرپارامتر برای یافتن بهترین مدل یادگیری ماشینی ممکن توصیف می‌کند. الگوریتم بهینه‌سازی ابرپارامتر مورد استفاده در هوش مصنوعی خودکار برای شناسایی و تنظیم هایپرپارامتر با این الگوریتم در یادگیری ماشین خودکار متفاوت است. این الگوریتم بهینه‌سازی شده برای ارزیابی تابع هزینه در آموزش مدل و امتیازدهی که در یادگیری ماشین معمول است استفاده می‌شود. این الگوریتم همگرایی سریع به یک راه حل خوب را ممکن می‌سازد هر چند زمان ارزیابی هر تکرار طولانی باشد.
دانشمندان پژوهشی در پژوهشگاه IBM مقاله‌ای با عنوان «به‌سوی خودکارسازی چرخه حیات عملیات‌های هوش مصنوعی» منتشر کردند، این مقاله مزایا و فناوری‌های موجود برای خودکارسازی بیشتر فرایند ساخت مدل را با هدف محدود کردن مشارکت انسانی در ساخت، آزمایش و نگهداری یک برنامه یادگیری ماشین توضیح می‌دهد. اگرچه، برخی از محققان HCI استدلال می‌کنند که برنامه یادگیری ماشین و توصیه‌های آن ناگزیر توسط اسنان تصمیم گرفته می‌شود؛ بنابراین حذف دخالت انسان در این فرایند غیرممکن است. در عوض، طراحی هوش مصنوعی خودکار شفاف تر و قابل تفسیرتر، کلید جلب اعتماد کاربران انسانی است، اما چنین طراحی به خودی خود یک چالش بزرگ است. و زمان زیادی برای اثبات کارایی و مناسب بودن آن برای جایگزینی سبک قدیمی لازم است.

## جوایز هوش مصنوعی خودکار
- برنده جایزه بهترین نوآوری در اتوماسیون هوشمند در نشست AIconics AI Summit (2019)، سانفرانسیسکو.[۱۷]
- برنده، جایزه راهنمای طراحی iF برای ارتباطات در یک برنامه نرم‌افزاری (2020)[۱۸]